# W.W. Thayer
William Wallace Thayer, född 15 juli 1827 nära Lima, New York, död 15 oktober 1899 i Portland, Oregon, var en amerikansk politiker (demokrat). Han var guvernör i Oregon 1878–1882.
Thayer inledde 1851 sin karriär som advokat i Buffalo och gifte sig 1852 med Samantha C. Vincent. Paret fick ett barn. De kom först 1862 till Oregon och bosatte sig där 1867 permanent efter en tid i Idahoterritoriet.
Thayer vann guvernörsvalet i Oregon 1878. Under den fyraåriga ämbetsperioden som guvernör åstadkom han bland annat ändringar i delstatens fängelsesystem och satsningar i utbildningen och mentalvården.
Thayer tjänstgjorde som domare i Oregons högsta domstol 1884–1890; de två sista åren var han domstolens chefsdomare. Thayer avled 1899 i stadsdelen Woodstock och gravsattes på Lone Fir Cemetery i Portland.